# Sobkivka, Novi Sanjarî
Sobkivka (în ucraineană Собківка) este un sat în comuna Kunțeve din raionul Novi Sanjarî, regiunea Poltava, Ucraina.

## Demografie
Componența lingvistică a localității Sobkivka
     Ucraineană (92,86%)
     Rusă (7,14%)
Conform recensământului din 2001, majoritatea populației localității Sobkivka era vorbitoare de ucraineană (92,86%), existând în minoritate și vorbitori de rusă (7,14%).